# Jamie Johnston
James Johnston, detto Jamie (Toronto, 7 luglio 1989), è un attore e cantautore canadese.

## Biografia
È noto principalmente per il ruolo di Peter Stone in Degrassi: The Next Generation. Inoltre è stato protagonista nelle serie televisive Una nuova vita per Zoe e Zixx: Level One.
Nel 2007 Jamie è stato in Kenya con l'organizzazione Free the Children per costruire una scuola ed è stato girato come uno speciale per MTV. Jamie ha fatto numerose apparizioni su ET Canada e Etalk. Inoltre è cantante e chitarrista ritmico di una band chiamata Canadian Incident. Suona inoltre la chitarra in una band chiamata SoundSpeed insieme ad alcuni compagni del cast di Degrassi.
Ha inoltre recitato in due episodi della serie televisiva Wingin' It.

## Filmografia

### Cinema
- La mia babysitter è un vampiro (My Babysitter's a Vampire), regia di Bruce McDonald (2010)

### Televisione
- Doc – serie TV, episodio 2x20 (2002)
- Una nuova vita per Zoe (Wild Card) – serie TV, 31 episodi (2003–2005)
- Degrassi: The Next Generation – serie TV, 120 episodi (2005–2010)
- Miss Reality (Really Me) – serie TV, episodi 1x03–1x10 (2011)
- Wingin' It – serie TV, episodi 2x11–3x07 (2011–2012)
- La mia babysitter è un vampiro (My Babysitter's a Vampire) – serie TV, episodio 2x01 (2012)
- Degrassi: Next Class – serie TV, episodi 2x01–2x06–2x08 (2016)

## Doppiatori italiani
Nelle versioni in italiano delle opere in cui ha recitato, Jamie Johnston è stato doppiato da:
- Jacopo Bonanni in Una nuova vita per Zoe
- Luca Marinelli in Degrassi: The Next Generation (st. 5-6)
- Davide Albano in Degrassi: The Next Generation (st. 8-9)
- Francesco Venditti in Degrassi: Next Class
- Marco Benedetti in La mia babysitter è un vampiro
- David Vivanti in Miss Reality